# 警界金童
《警界金童》（英語：Golden Boy）是一部由尼古拉斯·伍頓创作的美国犯罪电视剧，本剧将在2013年2月26日于哥伦比亚广播公司（CBS）周二档期播出一集后移动到周五常规档期并从3月8日播出第二集播出。2013年5月14日播放完畢。
2013年5月10日，CBS宣布在第一季後取消本剧。

## 演员和角色
- 席歐·詹姆斯 饰 Walter William Clark Jr.
- 契·麥克布萊德（英语：Chi McBride） 饰 Don Owen
- 凱文·阿歷詹卓 饰 Christian Arroyo
- 邦妮·桑莫薇 饰 Deborah McKenzie
- 赫特·麥卡藍 饰 Detective Joe Diaco
- 史特拉·梅夫（英语：Stella Maeve） 饰 Agnes Clark
- 羅恩·袁 飾 Lt. Peter Kang

## 开发
2012年5月13日CBS宣布正式预订本节目，并将在2012年－2013年电视季播出。